# Землетрус у Кирі (1972)
Землетрус у Кирі 1972 року стався о 05:36 за місцевим часом (02:06 UTC) 10 квітня 1972 року. Мав магнітуду 6,7 за шкалою моментних величин і максимальну сприйняту інтенсивність IX (жорстокий) за шкалою інтенсивності Меркаллі. Епіцентр знаходився в провінції Фарс на півдні Ірану. Землетрус спричинив руйнування Киру та завдав серйозної шкоди містам і селам у прилеглих районах. Орієнтовна кількість загиблих становить 5374 людини, ще 1710 отримали поранення.

## Тектонічна обстановка
Землетрус стався в домені Фарс складчасто-насувного поясу Загрос, який є частиною зони зіткнення між Аравійською та Євразійською плитами. Домен Фарс лежить на південно-східному кінці Загросу і є частиною «просто складчастого поясу», який характеризується складчастістю відриву над ормузьким шаром солі від пізнього неопротерозою до раннього кембрію. Більшість землетрусів мають епіцентри під соляним шаром і вважаються реверсивними розломами в підстилаючому фундаменті, що, можливо, включає реактивацію старіших рифтових розломів.

## Землетрус
Вважається, що землетрус був спричинений розривом вздовж зворотного розлому WNW-ESE. Фокальний механізм припускає, що взброс помірно занурюється або на південь, або на північ.
Землетрусу передувала серія передніх поштовхів у березні 1972 року, через що деякі жителі Хінгама та Карзіна були змушені покинути свої будинки.

## Пошкодження

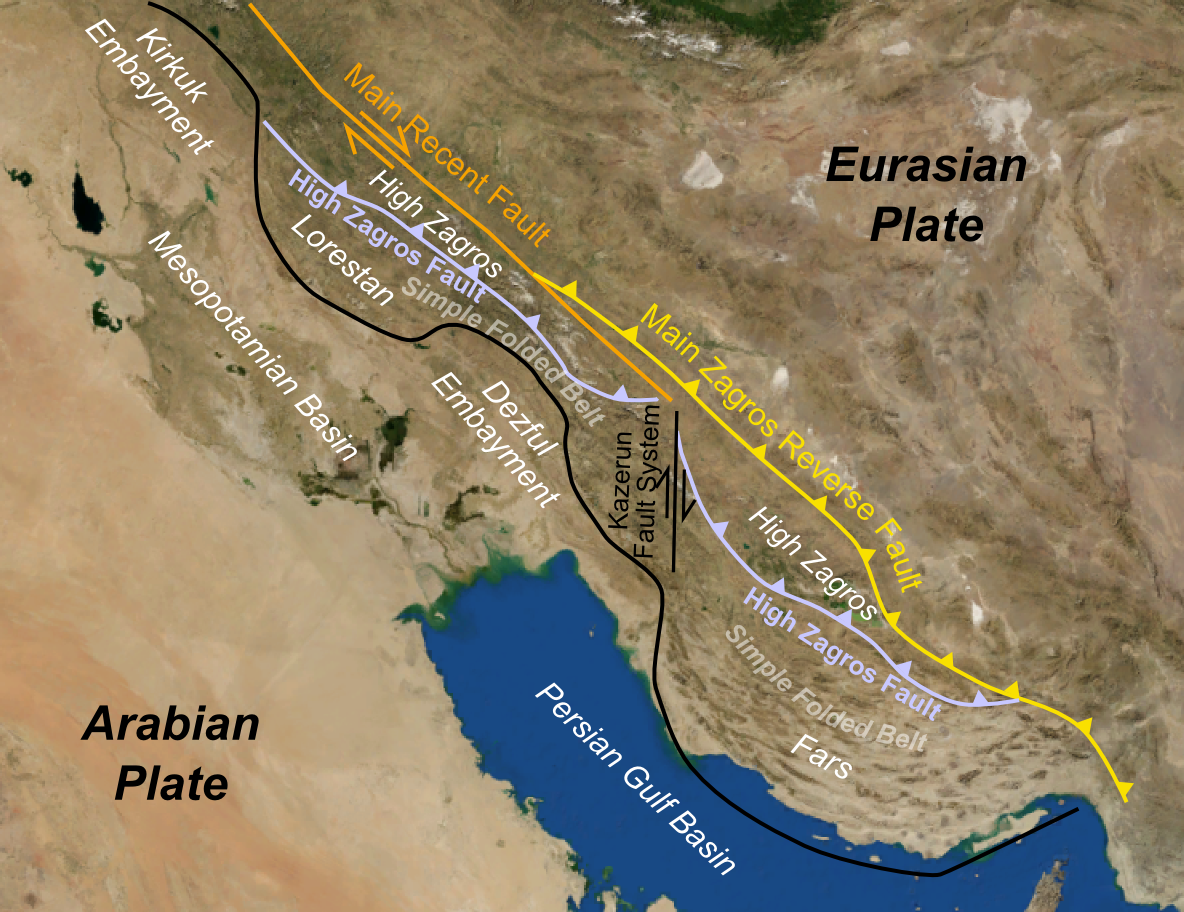
Складчастий і втягнутий пояс Zagros

Початкові звіти про жертви (підготовлені 28 квітня 1972 р.) показали, що в Кирі загинуло 3399 осіб (дві третини населення), а ще 889 отримали поранення. Було 400 смертей у Гавакеї (майже половина населення), ще 300 у Біані (третина населення) і 150 у Секехравані (приблизно чверть населення). За попередніми даними, загальна кількість загиблих склала 5374 особи, ще 1710 отримали поранення.
Методи будівництва, які використовувалися в цьому постраждалому районі, призвели до високого рівня пошкоджень. Більшість будівель було побудовано з саману з цегляною цеглою з відносно важкою плоскою покрівлею з товстих балок фінікової пальми, які спиралися прямо на цегляні стіни. Додавання шарів глини та соломи для гідроізоляції збільшило навантаження на стіни. Ці споруди мають дуже низьку стійкість до землетрусів, і більшість смертей сталася через обвалення таких будівель. Більш сучасні типи конструкцій, як правило, виявилися трохи кращими, оскільки вони не були належним чином розроблені та не мали багатьох елементів, які зробили б їх більш стійкими. Навіть деякі з інженерних будівель були сильно пошкоджені через погані технології проектування та будівництва, такі як відсутність кріплення між сталевими двотавровими балками даху та залізобетонними балками, на які вони спиралися. Одна споруда, міст Шахабад, який був добре спроектований і побудований із застосуванням сучасних технологій, майже не постраждав порівняно з глинобитними будинками в сусідньому селі, які всі зруйнувалися.
Землетрус завдав шкоди канатам (водяним тунелям), знищивши 180 колодязів. Стік деяких джерел був порушений.